# Continental (film)
 For alternative betydninger, se Continental. (Se også artikler, som begynder med Continental)
Continental (originaltitel The Gay Divorcee) er en amerikansk romantisk filmmusical fra 1934, instrueret af Mark Sandrich, med Fred Astaire og Ginger Rogers i hovedrollerne.
I øvrigt medvirker Alice Brady, Edward Everett Horton, Erik Rhodes og Eric Blore. Manuskriptet er skrevet af George Marion, Jr., Dorothy Yost og Edward Kaufman. Filmen var baseret på Broadwaymusicalen Gay Divorce af Dwight Taylor.
Filmen blev nomineret til en Oscar for bedste film, bedste musik, bedste scenografi og bedste lydoptagelse i 1935. Con Conrad og Herb Magidson vandt en Oscar for bedste sang med sangen Continental.